# Vincent Bennett
Vincent Bennett (Springfield, 14 de enero de 1982) es un músico estadounidense más conocido como el vocalista y único miembro de formación de la banda estadounidense deathcore The Acacia Strain. Él es también el vocalista de la banda de hardcore Cockpunch. Vincent utiliza guturales como su estilo vocal, y dijo en una entrevista con la televisión PitCam que es straight edge.

## Discografía

### The Acacia Strain
- 2002 – ...And Life Is Very Long (Devil's Head)
- 2004 – 3750 (Devil's Head, Prosthetic)
- 2006 – The Dead Walk (Prosthetic)
- 2008 – Continent (Prosthetic)
- 2010 – Wormwood (Prosthetic)
- 2012 – Death Is the Only Mortal (Rise)
- 2014 – Coma Witch (Rise)

### Cockpunch!
- 2008 – Attack
- 2015 – The Rebirth of Cool (Rise)

#### Apariciones como invitado
| Año  | Canción                          | Álbum                   | Artista           |
| ---- | -------------------------------- | ----------------------- | ----------------- |
| 2009 | «Welcome to the Family»          | Homesick                | A Day to Remember |
| 2010 | «Murder Sermon»                  | A New Era of Corruption | Whitechapel       |
| 2012 | «Submissioner»                   | III                     | American Me       |
| 2014 | «Your Entitlement Means Nothing» | The Necrotic Manifesto  | Aborted           |